# US Standard Light Rail Vehicle
US Standard Light Rail Vehicle (US SLRV) или Boeing LRV (Light Rail Vehicle, не путать с Lunar Roving Vehicle) — разработанный фирмой Boeing Vertol (теперь Boeing Rotorcraft Systems) скоростной трамвай для замены стареющих PCC и работы на линиях лёгкого метро, например в Сан-Франциско. Администрация Общественного Транспорта США  (UMTA) позиционировала его как стандартный трамвай для городов США. Этот трамвай должен был также вдохновить города США сохранить уже имеющиеся трамвайные системы, а также строить новые. 
Данный трамвай строила фирма Boeing Vertol, ранее производившая военные вертолёты и оставшаяся не у дел в связи с провалом проводимой руководством США войны во Вьетнаме. 
Это была первая модель трамвая, построенная в США после снятия PCC с производства в 1952 году. 

Трамваи US SLRV также известны под тривиальным названием Boeing LRV или SLRV, поэтому иногда возникает путаница в названиях – такое же название имеет лунный автомобиль Lunar Roving Vehicle.
Единственными операторами трамваев US SLRV были Сан-Франциско и Бостон. Трамваи US SLRV оказались ненадёжными, и списывать их начали уже в 1987 году. Однако, в обеих системах они ещё продолжали работать до 2001 и 2007 гг., пока им не нашли адекватную замену. Несмотря на провальность проекта, эти трамваи задали стандартную конфигурацию для американских трамваев на долгие годы вперёд.

## История

### Предпосылки к созданию

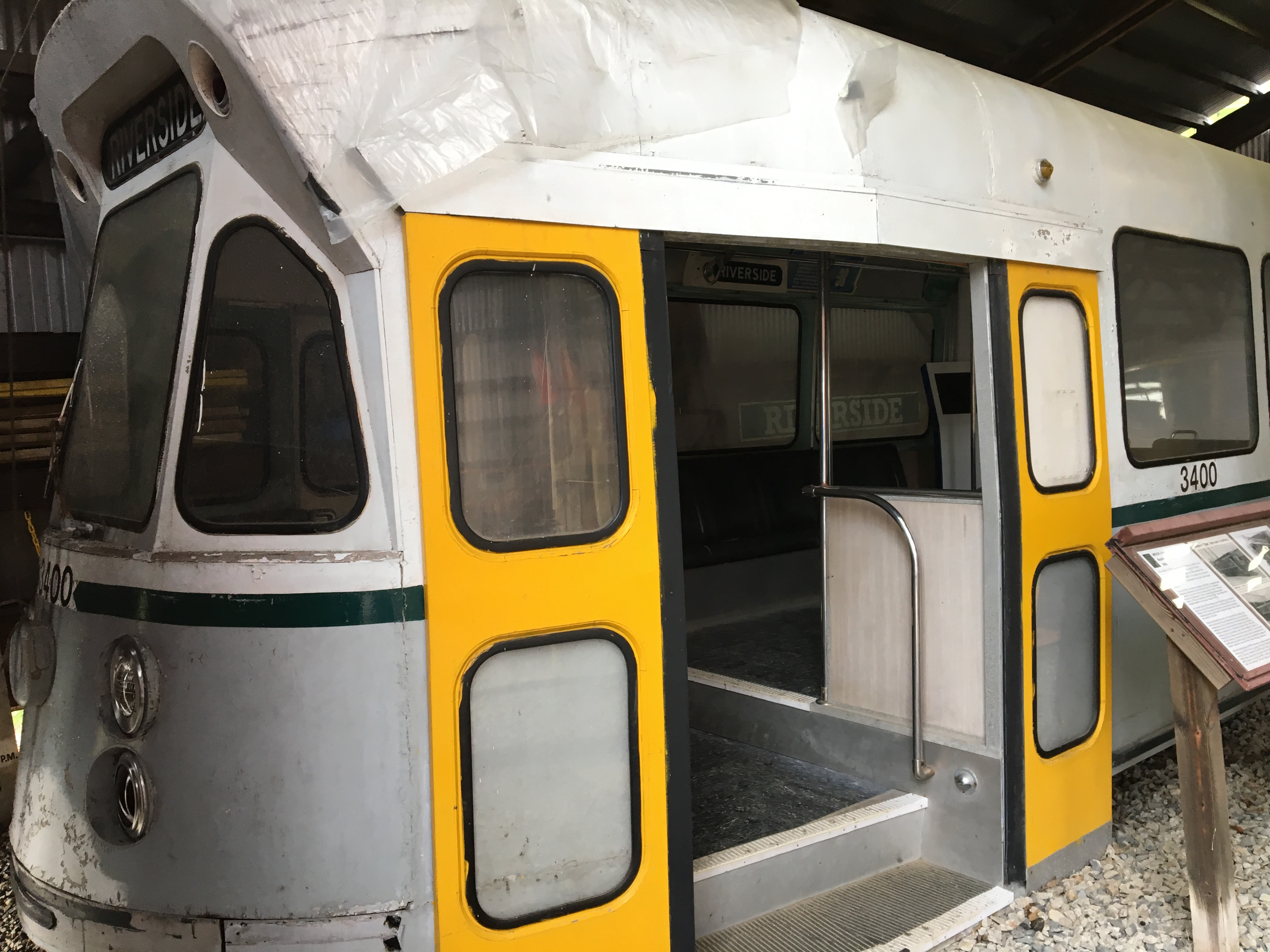
Деревянный макет нереализованного проекта трамвая MBTA Type 6

Первоначальная концепция  SLRV начала зарождаться в конце шестидесятых, когда немногочисленные уцелевшие после погрома трамвайные системы США искали замену своим стареющим вагонам PCC, снятым с производства ещё в 1952 году. В 1968 году в Бостоне, где было очень много стареющих  PCC, начали разрабатывать трамвай  MBTA Тип 6. Это было дальнейшее развитие  PCC с некоторыми прогрессивными нововведениями. Но выяснилось, что развёртывание серийного производства таких трамваев влетит в копеечку, и поэтому дальше деревянного макета дело не зашло. Тем временем, в Сан-Франциско оператор общественного транспорта Muni изъявил желание купить 78 новых трамваев разработанных группой дизайнеров во главе с Луисом Клаудером для замены стареющих  PCC. Новые трамваи, которые в Muni называли «метро-трамваями», должны были быть приспособлены к работе как в качестве обычных трамваев, так и в качестве вагонов метро. Их вместимость должна была быть больше, чем у  PCC,и они должны были быть приспособлены к работе в СМЕ. Было получено два предложения от фирмы Боинг со стартовой ценой в 473 тысячи доллара за трамвай. Оба предложения были отвергнуты из-за высокой цены, так как потенциальным подрядчикам пришлось бы понести серьёзные затраты из-на организации производства относительно небольшого количества вагонов.

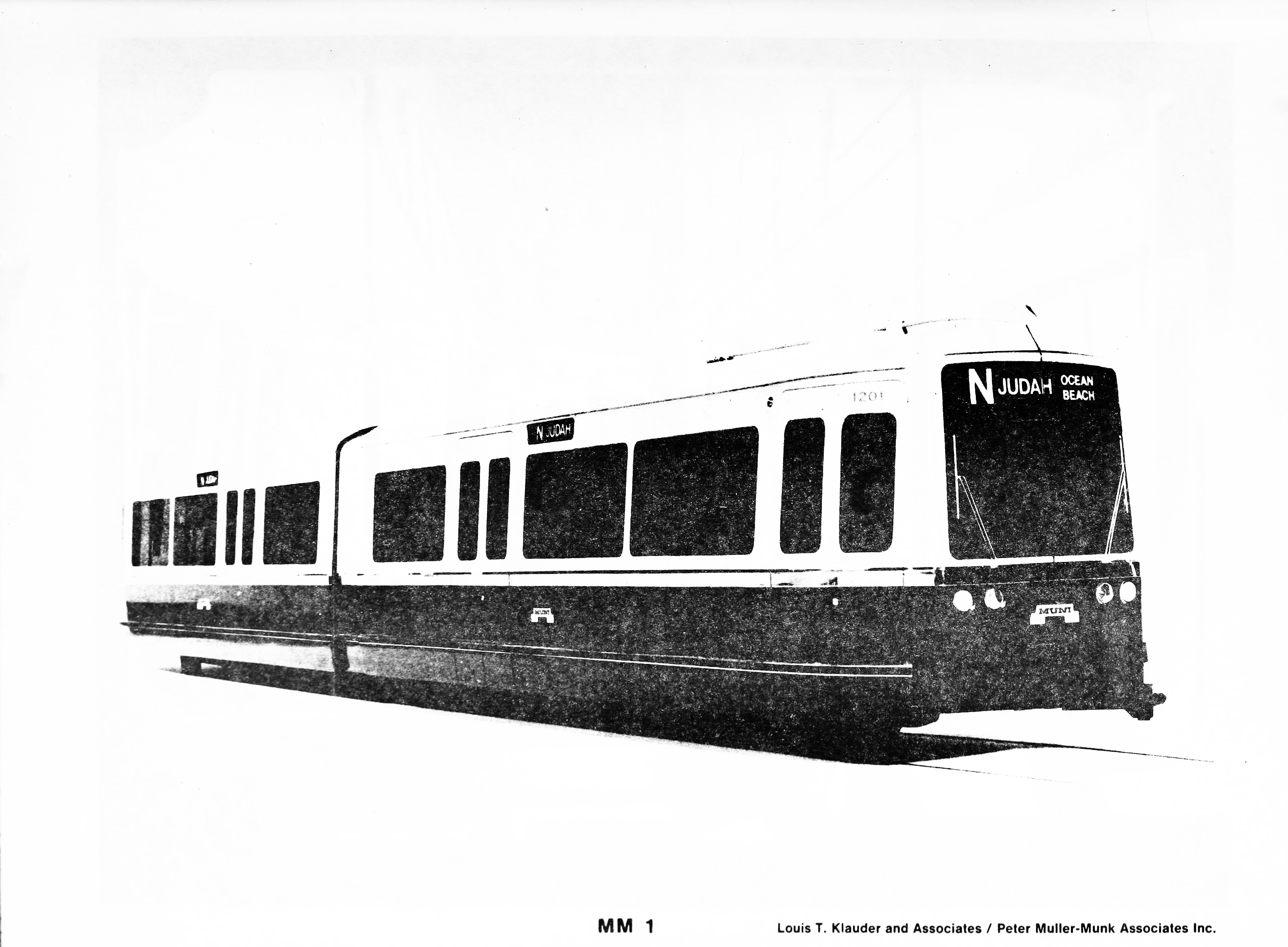
Поисковый эскиз для скоростного трамвая в Сан-Франциско работы Луиса Клаудера (1971)

В июне 1971 года  MBTA заказывает два трамвая типа TW 6000 у немецкой фирмы Дюваг для испытаний в Бостоне. Этот грант частично оплачивает  UMTA. Однако Никсон тут вставляет им палки в колёса. Принимается политика «покупай американское» в части 4 Акта о Помощи в Наземном Транспорте. Согласно этому акту UMTA не может финансировать гранты на сумму более полумиллиона долларов при покупке транспортных средств, произведённых не в США. Исключения можно было делать лишь с разрешения Секретаря Транспорта. Вместо этого Бостону дали распоряжение объединиться с Сан-Франциско и Филадельфией чтобы вместе разработать новый трамвай, который удовлетворял бы требования всех троих городов. В ответ на провал проекта MBTA Тип 6 и попыток покупки трамваев фирмы Дюваг, UMTA организует Комитет БСФ (Бостон — Сан-Франциско) для разработки стандартизированного трамвая, чтобы произвести больше вагонов, и тем самым снизить вероятную цену за один экземпляр. 

Требования к будущему трамваю SLRV были разработаны в кабинетах  UMTA на основе наработок группы Луиса Клаудера при проектировании трамвая для Сан-Франциско с учётом пожеланий других потенциальных покупателей нового трамвая — Бостона, Филадельфии, Кливленда, Питтсбурга, Нью-Джерси, Эль-Пасо и даже Торонто. В то же время в связи с провалом американских попыток удержаться во Вьетнаме, многие военные предприятия начали переориентацию на продукцию гражданского назначения. Одним из таких предприятий был Boeing Vertol.

### Контракты и начало производства

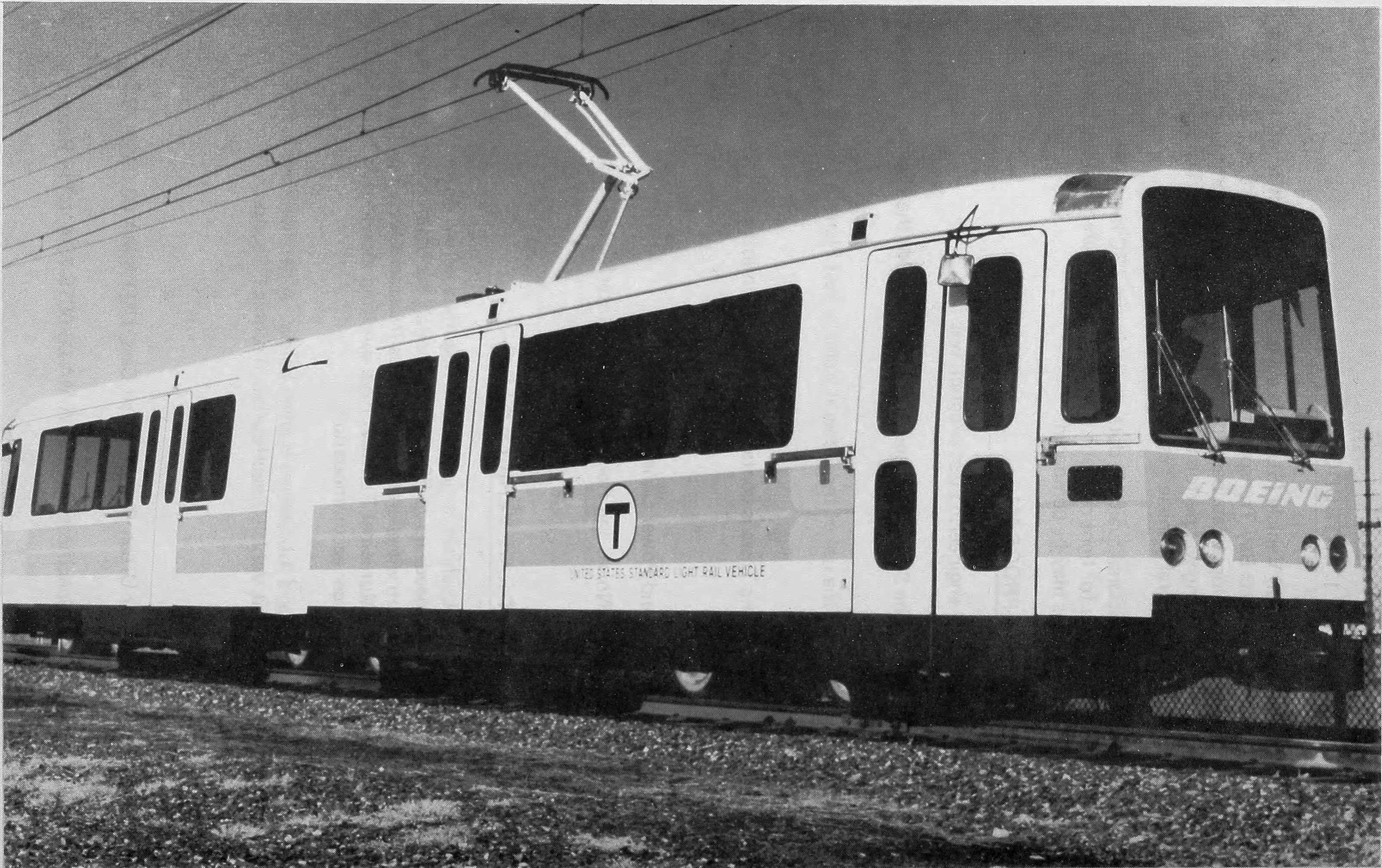
US SLRV на полигоне в Пуэбло (1976). Обратите внимание – вагон покрашен в схему «Закат», разработанную Уолтером Ландором для Сан-Франциско, сбоку наклеен логотип MBTA, а на «морде» - вордмарк Боинга

К 1973 году Администрация Общественного Транспорта США подписала контракт с фирмой Boeing Vertol на производство SLRV по цене 300 тыс. долл. за вагон для Сан-Франциско, а также по 293 тысячи долларов за вагон для Бостона.  Изначально заказы были таковыми — 80 трамваев для MUNI и 150 для MBTA, однако позже заказы были увеличены до 100 и 175 трамваев соответственно. Планировалось, что Бостон получит свои первые трамваи в феврале 1975 года, а большинство других заказанных трамваев – в следующем году. 

В конце 1974 года первые прототипы SLRV начали пробные поездки по короткому отрезку путей на заводе Боинга. Первый вагон-прототип хоть и предназначался для Сан-Франциско, но сначала одиннадцать недель проходил испытания в Бостоне. Три трамвая (два в конфигурации для Muni, и один — в бостонской конфигурации) были отправлены на полигон в Пуэбло осенью 1975 года после получения фирмой Boeing Vertol контракта на инженерные испытания. Бостон получил первый трамвай для испытаний в сентябре 1976 года, с двухгодичным опозданием.

### Начало работы
Первые четыре трамвая SLRV (3415, 3416, 3418, и 3421) начали работу 30 декабря 1976 года на ветке Д Зелёной Линии в Бостоне. Тем не менее, 16 апреля 1977 года трамваи  SLRV были отстранены от работы из-за многочисленных инцидентов. К тому времени в Бостон уже было поставлено ещё 27 трамваев  SLRV. В Сан-Франциско первые два трамвая  SLRV были поставлены в октябре 1977 года, а массовые поставки начались в декабре 1978 года. 23 апреля 1979 года трамваи  SLRV открыли движение на новой системе  Muni Metro. Изначально они работали по «челночной» схеме, пока в феврале 1980 года не открылись новые участки системы.
У системы Muni Metro очень хитроумная схема. Несколько трамвайных маршрутов объединяются в одну линию, которая далее идёт по туннелю Твин Пикс. Возле церкви в туннель заходят ещё два трамвайных маршрута, и идут дальше до конца туннеля у станции Эмбаркадеро. Планировалось, сто на въезде в туннель до четырёх трамваев можно было бы сцеплять в один поезд, а после выезда из туннеля поезд снова расцеплялся на отдельные трамваи. Тем не менее, с трамваями SLRV такие манипуляции занимали очень много времени, что негативно сказывалось на графике работы. 

Транспортная организация Кливленда взяла на испытания бостонский трамвай SLRV 3401, для испытания на бывших линиях интерурбана, однако позже отказалась от закупок таких трамваев, предпочтя закупку трамваев фирмы Breda. Когда Кливленд хотел купить трамваи SLRV, Боинг выставил за них цену по 645833 долларов за штуку, в то время как Бреда предложила трамваи по 645833 долларов. Изначально Филадельфия тоже хотела закупать трамваи SLRV, но позже отказалась. Вместо этого были заказаны трамваи у фирмы Kawasaki со схожим внешним дизайном. Собирали их также на заводе Боинг.
Внешний дизайн трамвая US SLRV также оказал влияние на ранние наброски канадского трамвая  Canadian Light Rail Vehicle. 

### Технические неполадки
Ещё до первых поставок, представители Боинга заверяли, что  SLRV — надёжные трамваи, практически не требующие ремонта. Тем не менее, с первых же дней регулярной эксплуатации, трамваи SLRV превратились в сущий кошмар для их операторов. После первых трёх месяцев работы MBTA остановило всю работу трамваев в Бостоне в апреле 1977 года на десять дней из-за ненадёжности трамваев. Списание вагонов PCC в бостоне пришлось отменить, вместо этого вагоны PCC  пришлось модернизировать, чтобы хоть как-то заменить ими вышедшие из строя SLRV. В Сан-Франциско проблемы с SLRV привели к тому, что система Muni Metro не смогла достигнуть предполагаемого потенциала развития аж до 1982 года. 

Изначально предполагалось, что между двумя поломками тяговой системы должно было быть 1400 часов безаварийной работы с пробегом в 34 000 километра, 1500 часов для дверей и 4000 часа для тормозов. Однако, в Сан-Франциско трамваи SLRV ломались в среднем после 970 километров пробега при средних скоростях около 24 км в час. К 1988 году, после многочисленных ремонтов этот показатель удалось поднять до 3200 километров между поломками. Тем не менее, это было почти в 15 раз хуже, чем у вагонов  Siemens-Duewag U2, которые использовались в Сан-Диего.

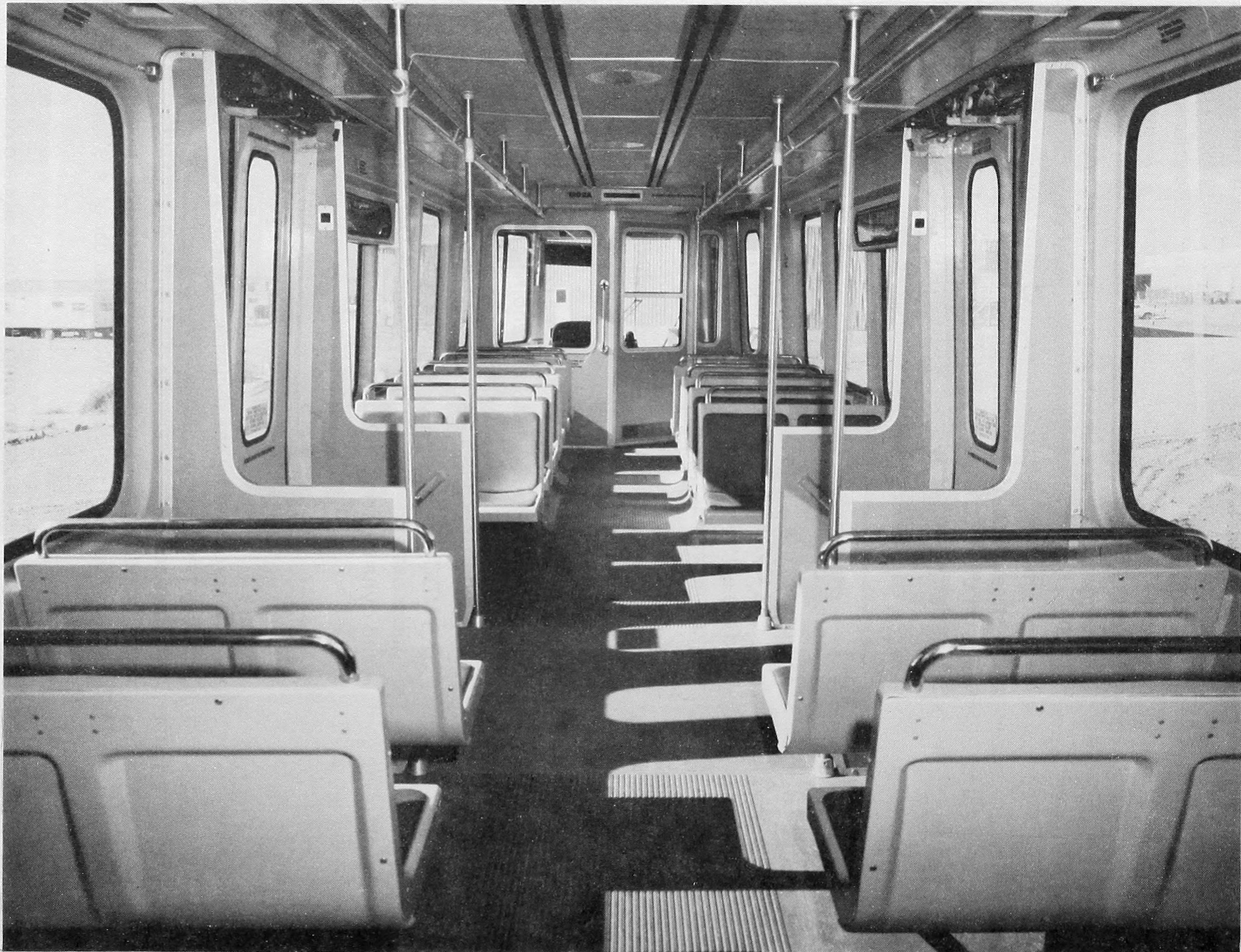
Интерьер одного из вагонов SLRV, предназначенного для Сан-Франциско. Обратите внимание на жёсткие «антивандальные» сидения

В Бостоне, куда поступали новые трамваи SLRV, они ломались быстрее, чем их успевали ремонтировать. Более того, было трудно достать требуемое количество запчастей, чтобы хоть как-то поддерживать  SLRV в строю. Будучи в отчаянии, руководство  MBTA приняло решение разобрать 35 вышедших из строя трамваев SLRV на запчасти, чтобы другие  SLRV хоть как-то могли работать.
Чтобы не раздражать пассажиров новыми и при этом полуразобранными на запчасти трамваями, руководство MBTA старательно их прятало в тех местах системы, где простой обыватель вряд ли их заметил бы. Большой скандал раздулся, когда один журналист и фотограф умудрился проникнуть в тогда неиспользуемую часть системы Зелёной Линии и нашёл там брошенные выпотрошенные трамваи SLRV. Как выяснилось, работники  MBTA тащили их туда под покровом ночи, когда система не работала. История с фотографиями, опубликованная в газете впервые  предала огласке проблемы с трамваями SLRV. После этого скандала неработающие трамваи SLRV начали появляться в некоторых открытых дворах MBTA, на обозрение широкой общественности. Хотя сделано это было не только потому, что покровы были сорваны, а ещё и потому, что сломанных трамваев становилось всё больше и больше, и их просто-напросто уже некуда было прятать. 

В мае 1978 года MBTA накупило запчастей более чем на два миллиона долларов. Muni, видя горький опыт MBTA, тоже накупило запчастей на полтора миллиона и потребовало двести специалистов, чтобы обслуживать новые проблемные трамваи. Поставки трамваев в Бостон прекратились в июне 1978 года, когда было доставлено 135 трамваев. При этом 35 выпотрошенных трамваев Бостон решил вернуть Боингу. 9 октября 1978 года MBTA отвергло последние сорок трамваев и потребовало у руководства Боинг забрать 35 выпотрошенных вагонов, придя к выводу, что низкая надёжность трамваев является нарушением гарантии со стороны Боинга. К 1978 году первые пять вагонов, поставленные в Сан-Франциско, прошли три цикла модернизации после горького опыта работы в Бостоне.

### Последние поставки
40 вагонов, отвергнутых MBTA, стояли на складах фирмы Boeing-Vertol , пока их не купил оператор Muni с крутой скидкой.
Первый «отвергнутый» трамвай Сан-Франциско купил для замены одного трамвая, сильно пострадавшего в ДТП. После того, как он был успешно переделан под требования Muni Metro, были куплены ещё тридцать трамваев, которых ранее отверг Бостон. Эти трамваи, хоть и были подогнаны под требования Muni Metro, по интерьеру легко отличались от оригинальных трамваев из установочной партии. У них была характерная деревянная перегородка кабины вагоновожатого, а также оформлением узла сочленения. 

К 1980 году Боинг перестал продавать трамваи SLRV. В 1983 году последние трамваи были доставлены, когда MBTA приняла девять оставшихся вагонов из группы сорока ранее отвергнутых трамваев. Также Бостон взял пять выпотрошенных кузовов в 1983 году — тех самых, которые были поставлены в Бостон в семидесятых, но позже возвращенных обратно.

## Технические характеристики

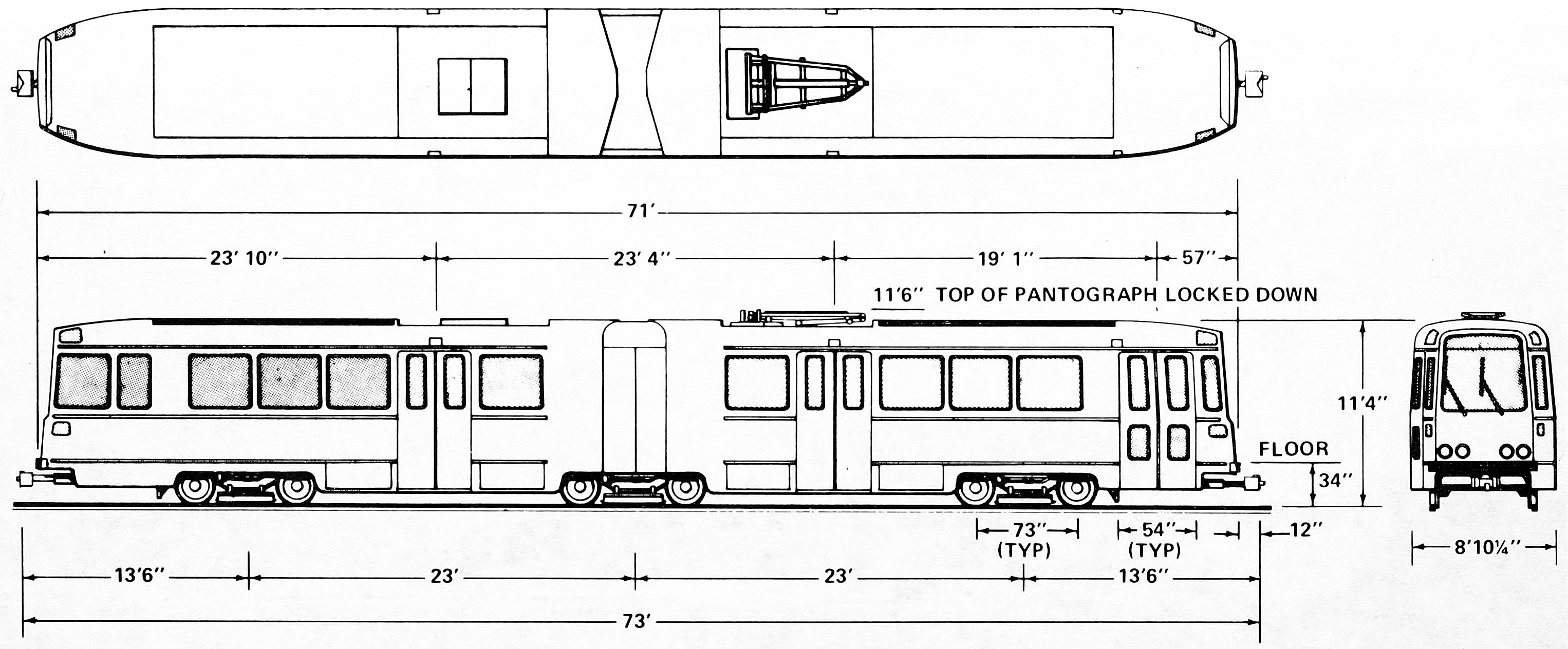
Габаритные размеры трамвая SLRV

SLRV — сочленённый шестиосный двусторонний трамвайный вагон длиной 22 метра. У него три тележки, средняя из которых является тележкой Якобса. Минимальный радиус кривой — 10 метров. Габариты SLRV были сформулированы условиями трёх основных систем предполагаемых пользователей: Бостон, Сан-Франциско и Филадельфия. Каждая из двух секций трамвая имеет маркировку А или Б. На каждой секции имеется по три двери для пассажиров — одна у кабины вагоновожатого, а две — по разным сторонам секции недалеко от узла сочленения. Пустой вес вагона составляет 31360 килограммов. При полной загрузке пассажирами, трамвай может весить до 47398 килограммов. 

В первой и в третьей тележке имеется двигатель постоянного тока мощностью 160кВ, разгоняющийся до 1135 оборотов в минуту. По изначальным планам группы Луиса Клаудера средняя тележка также должна была быть обмоторена. 
Тяга моторов на низких скоростях управляется с помощью чоппера.
Трамвай обладает двумя типами тормозов — дисковым и рекуперативным. Дисковый тормоз при этом достаточно мощный, чтобы удерживать полностью загруженный трамвай на уклоне до девяти градусов. Помимо этого, имеется шесть рельсовых электромагнитных тормозов. 

Узел сочленения позволяет трамваю изгибаться на шестнадцать градусов, а также позволяет осадку до трёх градусов.
Кузова трамвая собирались в Японии на фабрике  Tokyu Car Corporation, а моторы делала фирма Гарретт. Сборка трамваев производилась на заводе Боинг в Парке Ридли в Пенсильвании. После окончания производства,  Tokyu Car Corporation производил трамваи со схожим дизайном для сети  Buffalo Metro Rail.

## Проблемы
Одним из главных источников проблем был тот факт, что SLRV был «компромиссным» трамваем. Бостон и Сан-Франциско имели совершенно разные запросы — в то время, как Бостону требовался более традиционный трамвай, для Сан-Франциско был нужен скоростной «метротрам» для работы в системе Muni Metro. Более того, в системе Muni Metro было два типа платформ — низкие на уровне улицы, и высокие, как в метро, используемые в подземных станциях. Из-за этого трамваи, предназначенные для Сан-Франциско обладали характерным выдвижным пандусом для пассажиров, чтобы работать на подземных станциях. Это вызывало проблемы с пассажиропотоком, так как такой пандус был лишь на средних дверях. Двери у кабины вагоновожатого таким пандусом оборудованы быть не могли, так как эта часть кузова была характерным образом изогнута — она немного сужалась. А вот для Бостона такая сужающаяся передняя часть была полезна, чтобы лавировать на улицах города и в узких туннелях.
Были у этого трамвая и другие проблемы:
- Частый сход с рельсов на кривых со слишком малым радиусом. При этом иногда узел сочленения, ответственный за сход с рельсов, получал повреждения. Боинг пытался разработать свой собственный узел сочленения, не покупая лицензию у Дювага. Но получился такой узел сочленения не очень надёжным.
- Частые «коротыши» электросистемы и поломки системы тяги. Боинг по настоянию федерального правительства использовал управление с помощью чоппера. В то время, как на других трамваях и троллейбусах подобная система была удачной, у Боинга она оказалась слишком сложной.
- Прислонно-раздвижные двери, предназначенные для работы в системе Muni Metro Эти двери оказались конструкционно слишком сложными. Более того, Боинг пытался сделать их «антиприжимными». На практике такие двери часть «глючили» и открывались заново при попытке их закрыть — при том, что никаких людей или иных препятствий в дверях не было. Боинг нанял субподрядчика, чтобы упростить конструкцию дверей и сделать их надёжнее. Однако после модернизации двери стали часто устраивать короткие замыкания и стали для MBTA огромной головной болью. В итоге бостонцы не выдержали и заменили эти двери на более простые и надёжные двери ширмового типа.
- Коррозия кузовов была, пожалуй, одной из наиболее обидных проблем. Вагоны строились из ковкой стали, а из нержавейки делались лишь панели крыши. И Бостон, и Сан-Франциско — портовые города с влажным климатом. Из-за этого уже через десять лет кузова многих вагонов были ржавые насквозь. Более того, кузова трамваев доставлялись из Японии по морю (на открытых палубах!) через Панамский канал, да ещё и стояли на открытом воздухе на территории завода Боинг перед сборкой и доставкой.

Изначально кондиционеры на бостонских трамваях были установлены под днищем вагона, из-за чего они всасывали в себя пыль и мусор с путей. Из-за этого 76 вагонов были оборудованы кондиционерами на крыше, чтобы решить проблемы с засорением воздуха.

## Замена и списание

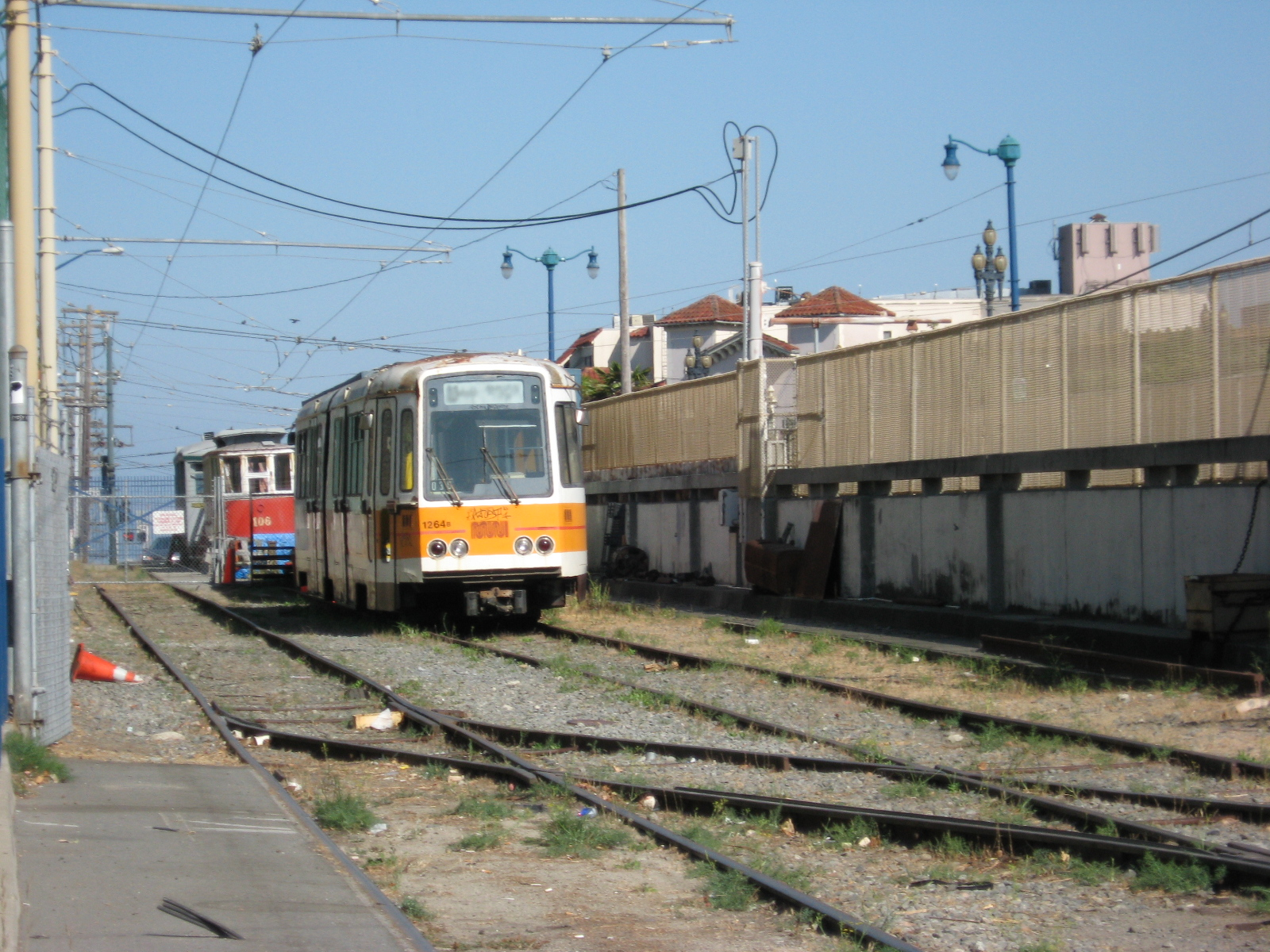
Списанный US SLRV 1264 во дворе Дубаса в Сан-Франциско в 2007 году. За девять лет до того, как кануть в лету.

Проблемы, испытываемые трамваями US SLRV, вынудили их покупателей искать им замену. Несмотря на полевое устранение неполадок, до конца восьмидесятых эти трамваи «лагали», и оба города решили, что боинговские трамваи не станут частью их систем электротранспорта в долгосрочной перспективе. Федеральная Ассоциация транспорта пошла на беспрецедентный шаг, и понизила средний период жизни трамваев с 25 лет до пятнадцати, позволив MBTA и Muni списать US SLRV пораньше и начать искать им замену уже к началу девяностых. 

Хотя трамваи SLRV были ненадёжными и проект оказался неудачным, по мнению Грегори Томпсона эти трамваи всё-таки дали городам понять, что трамвай — не устаревший вид транспорта, и определили облик современного трамвайного вагона. Пришедшие им на смену трамваи Kinki Sharyo Type 7 и Breda LRV2/3 имеют схожие технические характеристики и общие эксплуатационные параметры.

### Muni

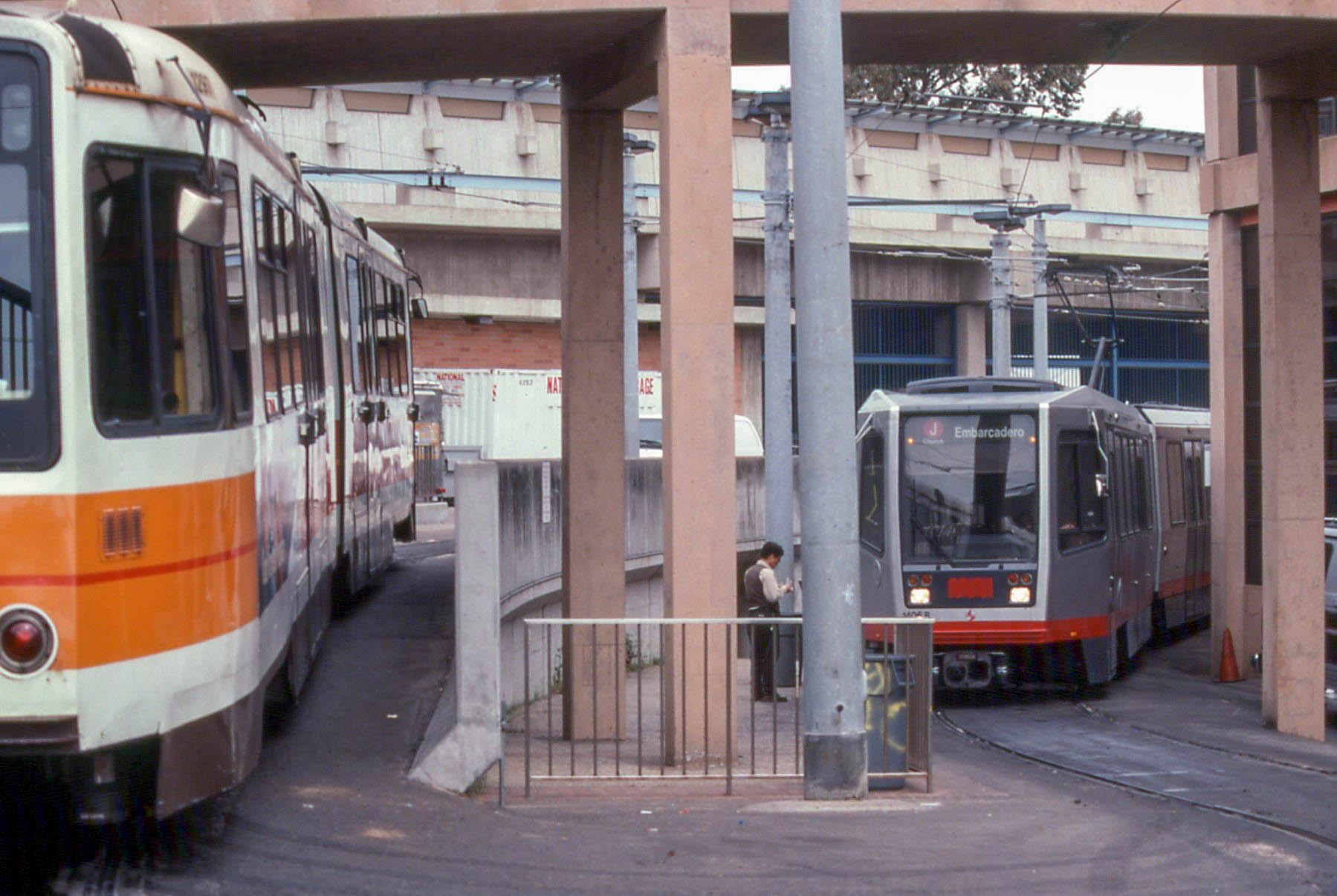
Boeing SLRV и его «преемник» Breda LRV2 на станции Парк Бальбоа (май 1997)

В Сан-Франциско замену Боингам начали искать в 1989 году. В итоге итальянская фирма Breda Costruzioni Ferroviarie предложила городу свои трамваи LRV2. Они оказались даже больше похожими на то, что Сан-Франциско хотел в семидесятых, прежде чем городу пришлось скооперироваться с Бостоном в разработке нового трамвая. В 1995 году, с поставками первых трамваев LRV2, началось массовое списание трамваев  SLRV. 

К концу 2001 года были списаны последние SLRV, после того, как у LRV2 были устранены «детские болезни» и повышена надёжность.

### MBTA

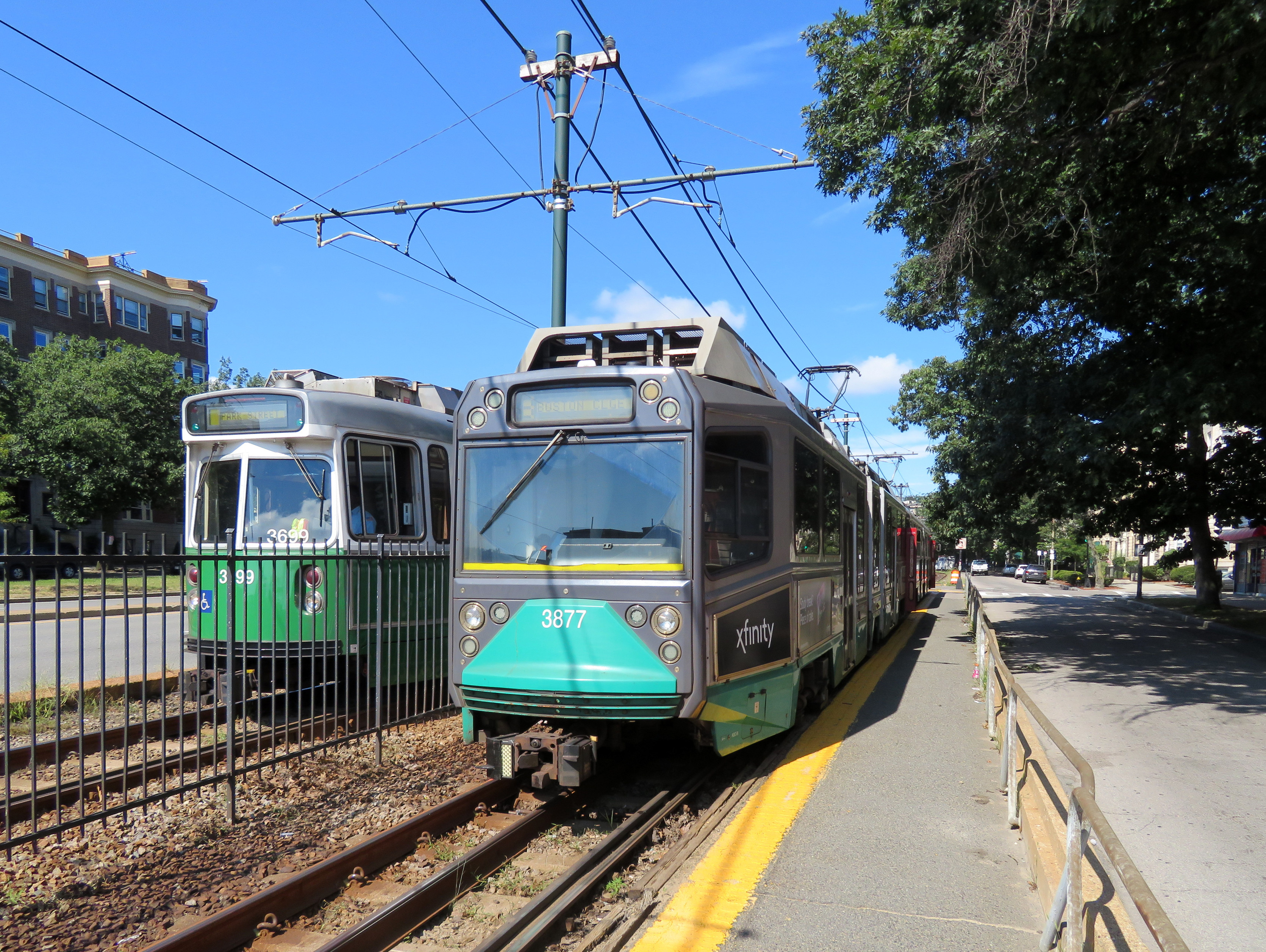
Трамваи MBTA Тип 7 (Kinki Sharyo) и MBTA Тип 8 (Breda), заменившие в Бостоне SLRV

После того, как MBTA расторгло контракт с Боингом, у них появилась возможность самостоятельно вносить изменения в конструкцию трамваев. Медленно, но верно, некоторые системы трамваев улучшались, а выпотрошенные вагоны стали готовить к возвращению в строй. 

Позже в MBTA начала «баловаться» сшиванием уцелевших секций двух повреждённых трамваев. Так, например, когда столкнулись трамваи 3454 и 3478, по одной из их секций было сильно повреждено. В ремонтных мастерских отцепили повреждённую секцию Б вагона 3454, и заменили её на уцелевшую секцию Б вагона 3478. 

Во второй половине восьмидесятых в Бостон стали поставляться трамваи MBTA Тип 7, построенные японской фирмой Kinki Sharyo, став первыми японскими трамваями, поставленными в США. Внешне и по техническим характеристикам они были немного похожи на трамваи SLRV, но при этом они были намного надёжнее. С появлением этих трамваев Бостон смог списать большую часть остававшихся вагонов PCC, которые держали дольше, чем планировалось, из-за ненадёжности трамваев SLRV. Программа по списанию SLRV стартовала в 1987 году. 

Затем Бостон заказал ещё более новые трамваи MBTA Тип 8 у итальянской фирмы Breda. Они были ещё и полунизкопольными, что делало их удобными для людей, пользующихся инвалидными колясками. Тем временем часть стареющих трамваев SLRV была модернизирована фирмой Amerail. Им заменили ненадёжные прислонно-сдвижные двери на более простые и надёжные двери ширмового типа, а также перенесли кондиционеры на крышу вагона. Последние SLRV, не прошедшие такую модернизацию, были списаны летом 1997 года. 

Несмотря на то, что Бостон нашёл замену трамваям SLRV раньше, чем Сан-Франциско, проработали они в Бостоне намного дольше. Связано это было с тем, что во-первых после модернизации их показатели надёжности заметно выросли, а во-вторых у новых трамваев Breda MBTA Тип 8 обнаружился ряд технических дефектов. В 2006 году дефекты были устранены, и списание старых SLRV продолжилось. Последний раз трамваи SLRV вышли на линию 16 марта 2007 года.

## Участь

### Сохранение в музеях

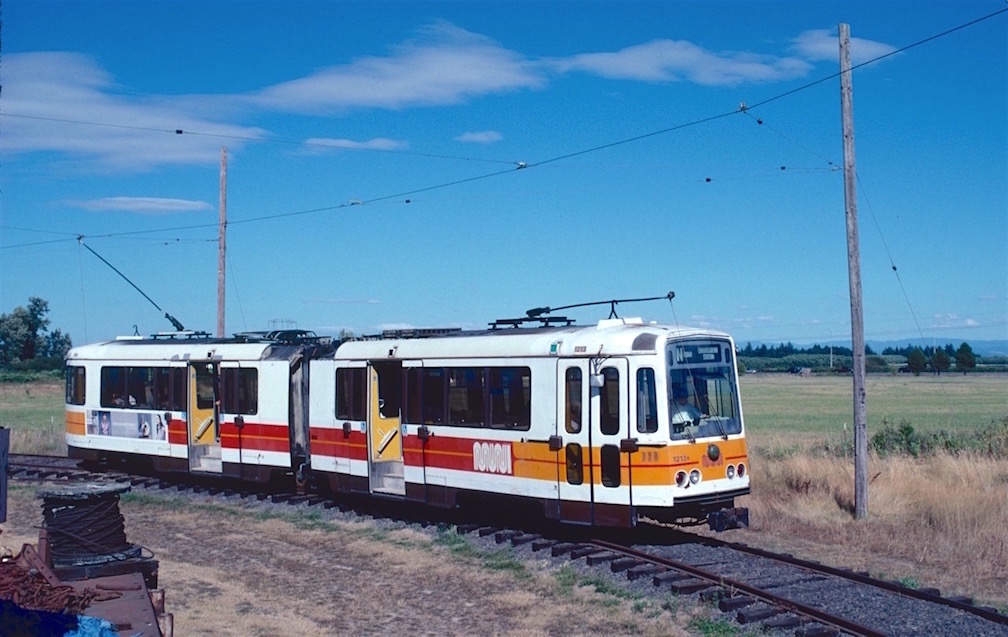
Вагон 1213 в Орегонском Музее Электрических Железных Дорог. Состояние вагона плачевное – узел сочленения ободран, а вместо пантографа – две штанги.

Три трамвая US SLRV были сохранены в музеях: 
- Бывший Muni 1213 в Орегонском Музее Электрических Железных Дорог (Куплен в 2000 году)
- Бывший Muni 1258 в Западном Железнодорожном Музее (куплен в  2002 году)
- Бывший MBTA 3424 в Приморском Трамвайно-Троллейбусном Музее (куплен в  2009 году)

Ещё два трамвая хранились на территориях Muni долгие годы после их списания. Ими были 1320, в Женевской Дивизии и 1254 во дворе Дубоса, рядом с монетным двором. Их долгое время хранили, пока наконец не порезали в 2016 году. Ещё один вагон (1271) используется как бытовка на свалке в Области залива Сан-Франциско.
Изначально Приморский Трамвайно-Троллейбусный Музей хотел купить вагон 3444 с прислонно-сдвижными дверями, но отказался, так как этот вагон был в очень плохом состоянии. У 3444 отсутствовали многие важные компоненты, в том числе одна из тележек, а также были видны признаки отчаянной коррозии. В итоге этот вагон порезали, а ПТТМ купил модернизированный по-бостонски вагон 3424, который теперь стоит у въезда на территорию музея. 
Приморский Трамвайно-Троллейбусный Музей также планирует купить аварийный вагон 3417 из Бостона.

### Манчестер

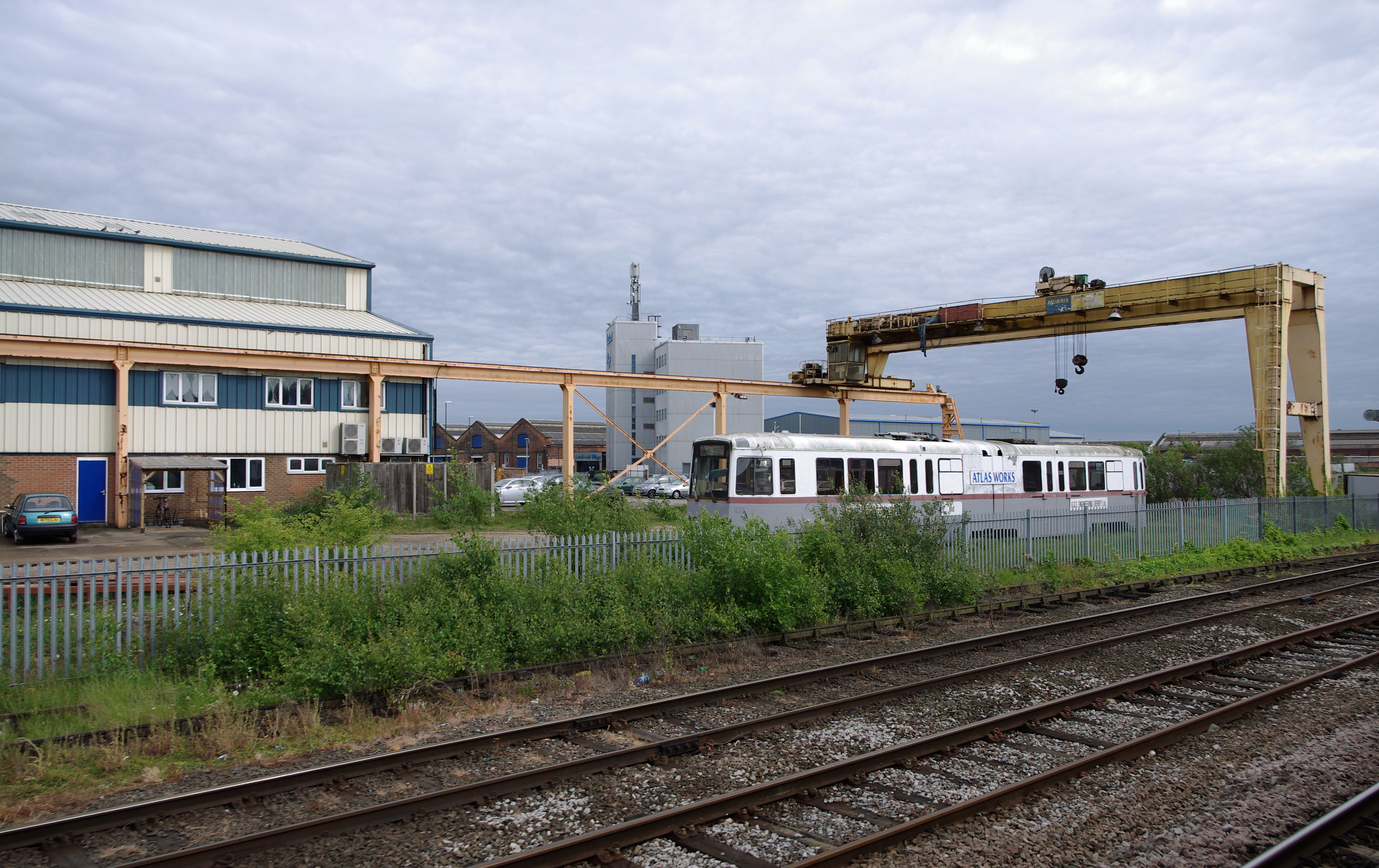
Трамвай 1226 в Дерби. Вид снаружи.

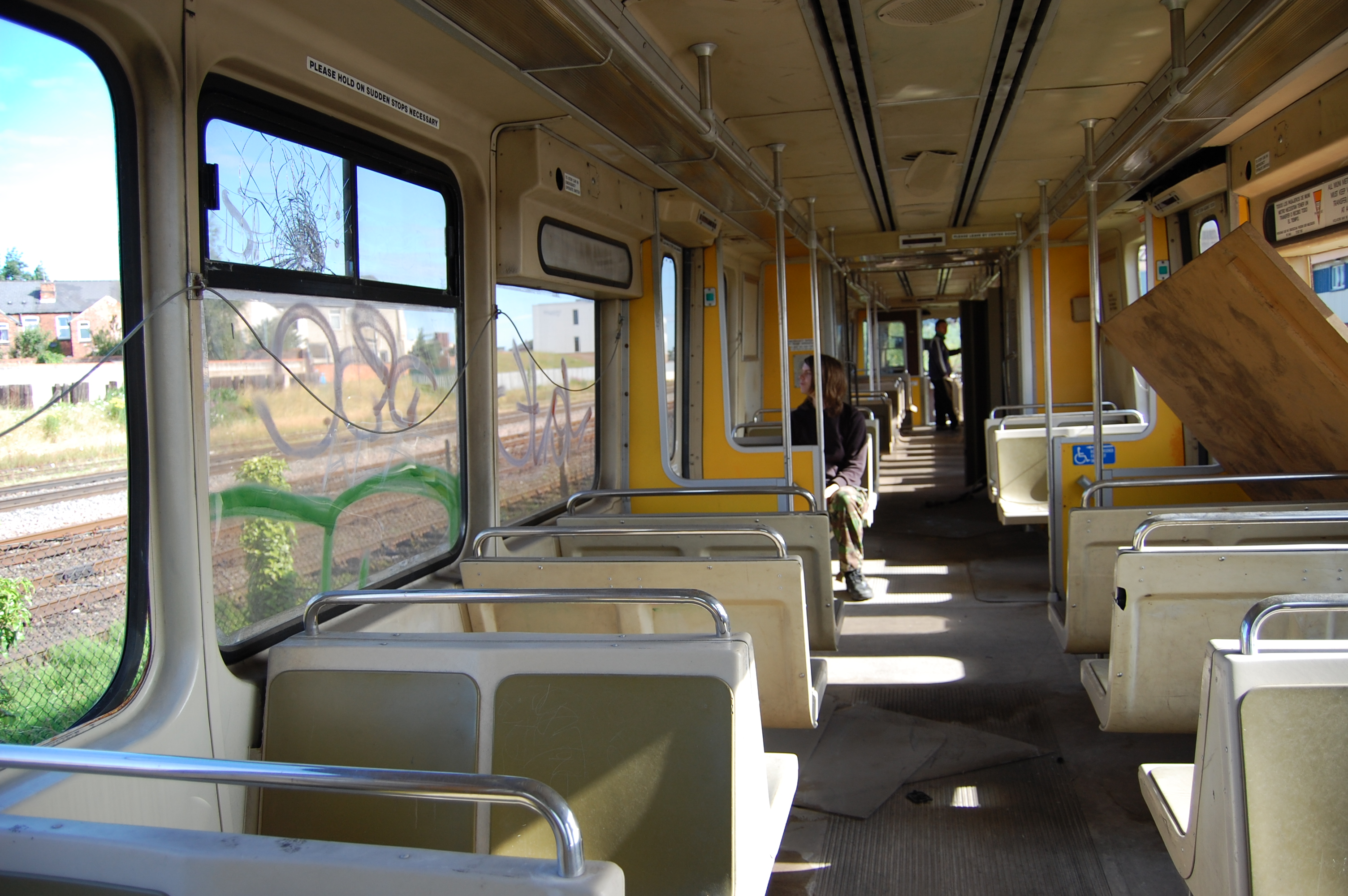
Тот же трамвай. Вид изнутри.

В 2002 году в Манчестере проводились Игры Содружества. Многие объекты, связанные с играми, были в зоне прямой досягаемости трамвайной системы  Metrolink, открытой в 1992 году. Так как требовалось какое-то кратковременное решение для проблемы временного роста пассажиропотока, транспортная администрация Манчестера обратилась к Muni по поводу возможности покупки списанных трамваев SLRV. Два из них были куплены за пятьсот долларов — по сути по бросовой цене, и отправлены в Великобританию для оценки. Один из них был направлен в Инспекторат Железных Дорог в Дерби, чтобы проверить соответствуют ли эти трамваи британским требованиям по безопасности, а другой был доставлен сразу в Манчестер в трамвайное депо. Меж тем вагоны  1214, 1219,[59] 1220, 1221, 1234,[60] 1249,[61] 1268, 1288, 1305, 1308, 1312 и 1327 хранились в США и ожидали покупки. 

Исследования привели к выводу, что эти трамваи не соответствуют действующим в Великобритании стандартам безопасности. Так как они изначально предназначались для США, они были рассчитаны на возможные столкновения с себе подобными вагонами, в то время как в Манчестере использовались более тяжёлые и прочные трамваи Т68. Другие проблемы заключались в «леворульности», нужде демонтировать аппараты для продажи билетов и отсутствии изолированной от пассажирского салона кабины вагоновожатого.
Из-за большой мороки с требуемой перестройкой и подгонкой вагонов под условия Манчестера, Метролинк отказался выкупать оставшиеся трамваи, пусть даже и по бросовой цене. Эти трамваи были порезаны, однако 1326, возможно, сохранят.

### Служебные вагоны

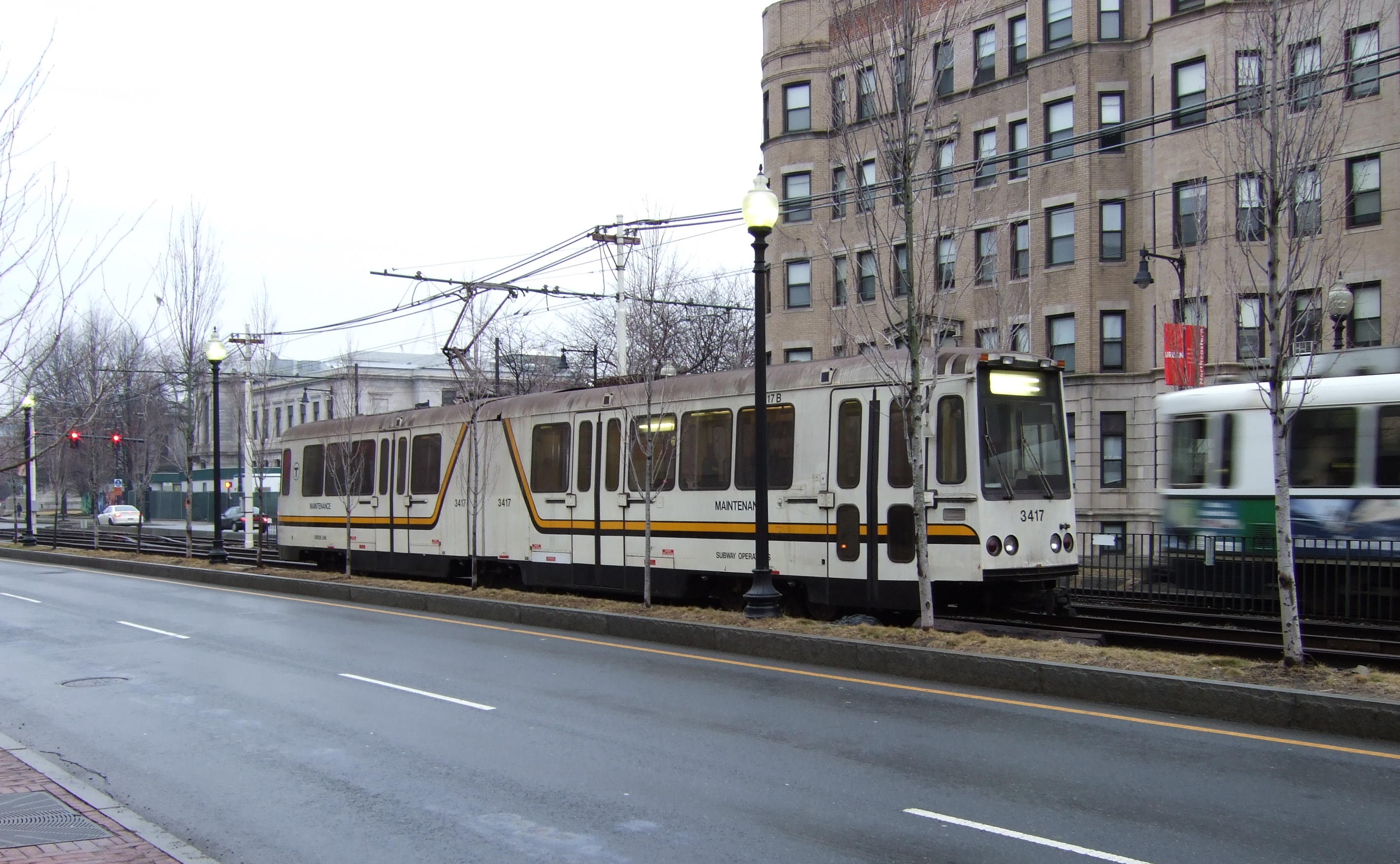
Аварийный вагон 3417 на ветке "E" Зелёной Линии

У MBTA всё ещё имеется три служебных вагона SLRV, правда, они сейчас не работают:
- Аварийный вагон 3417
- Путеизмерительный вагон 3448
- Путеремонтный вагон 3453

Вагоны 3468, 3480, 3485, 3499, 3514 и 3520, ранее принадлежавшие  MBTA , были проданы правительству США и перевезены в Центр Транспортных Технологий в Пуэбло, Колорадо для экспериментов и учений спасательных служб с реальными сценариями.

## Галерея

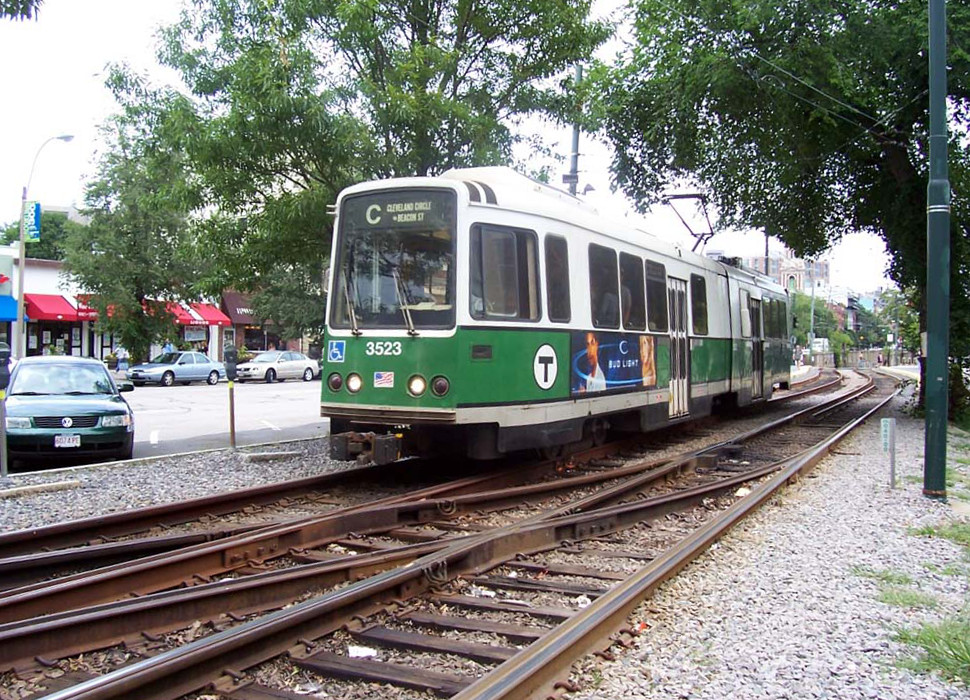
Бостонский SLRV
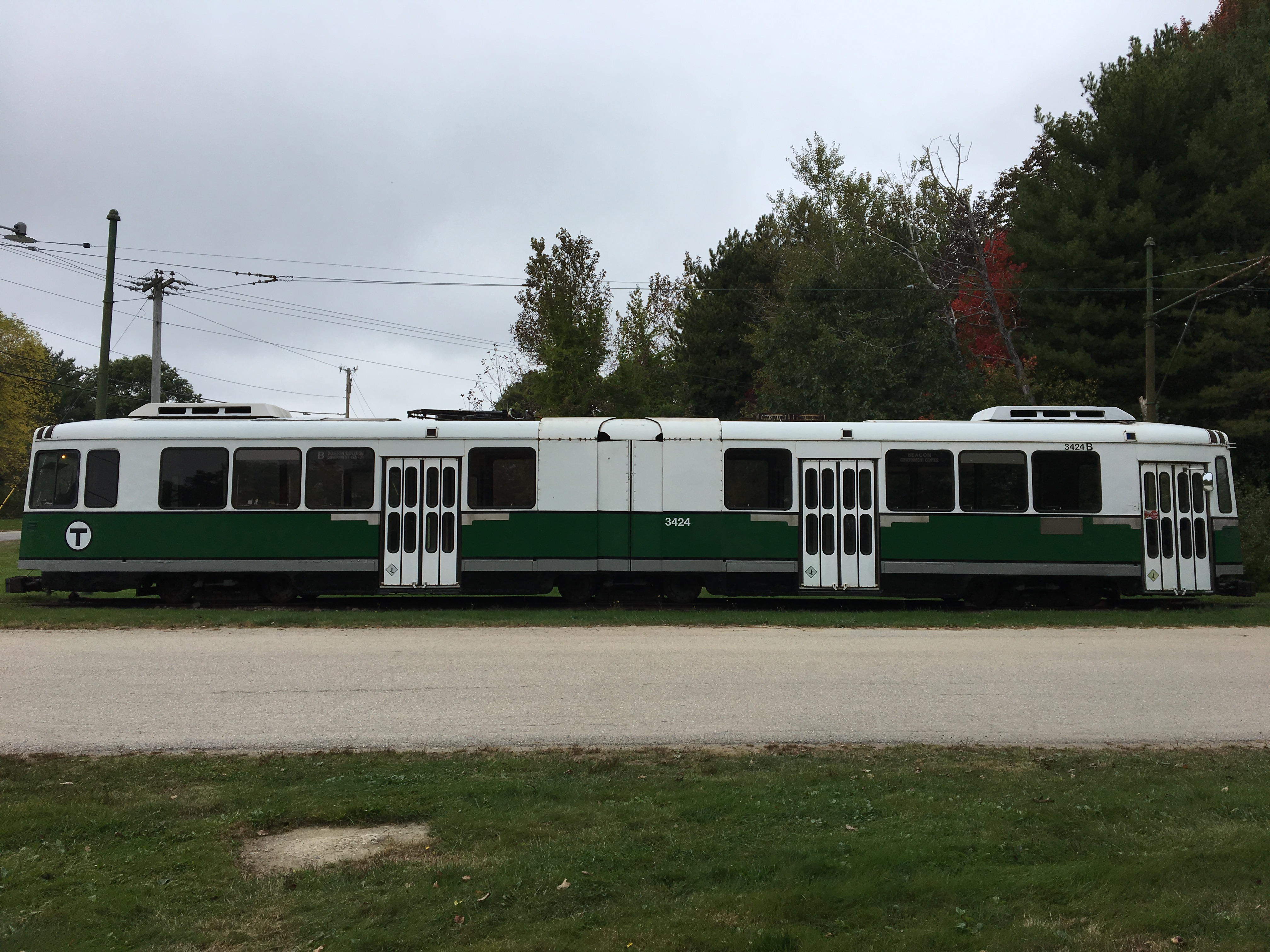
Бостонский SLRV номер 3424 в Приморском Трамвайно-Троллейбусном Музее. Видны последствия модернизации 1997 года: кондиционеры на крыше и ширмовые двери (по три с каждой стороны).
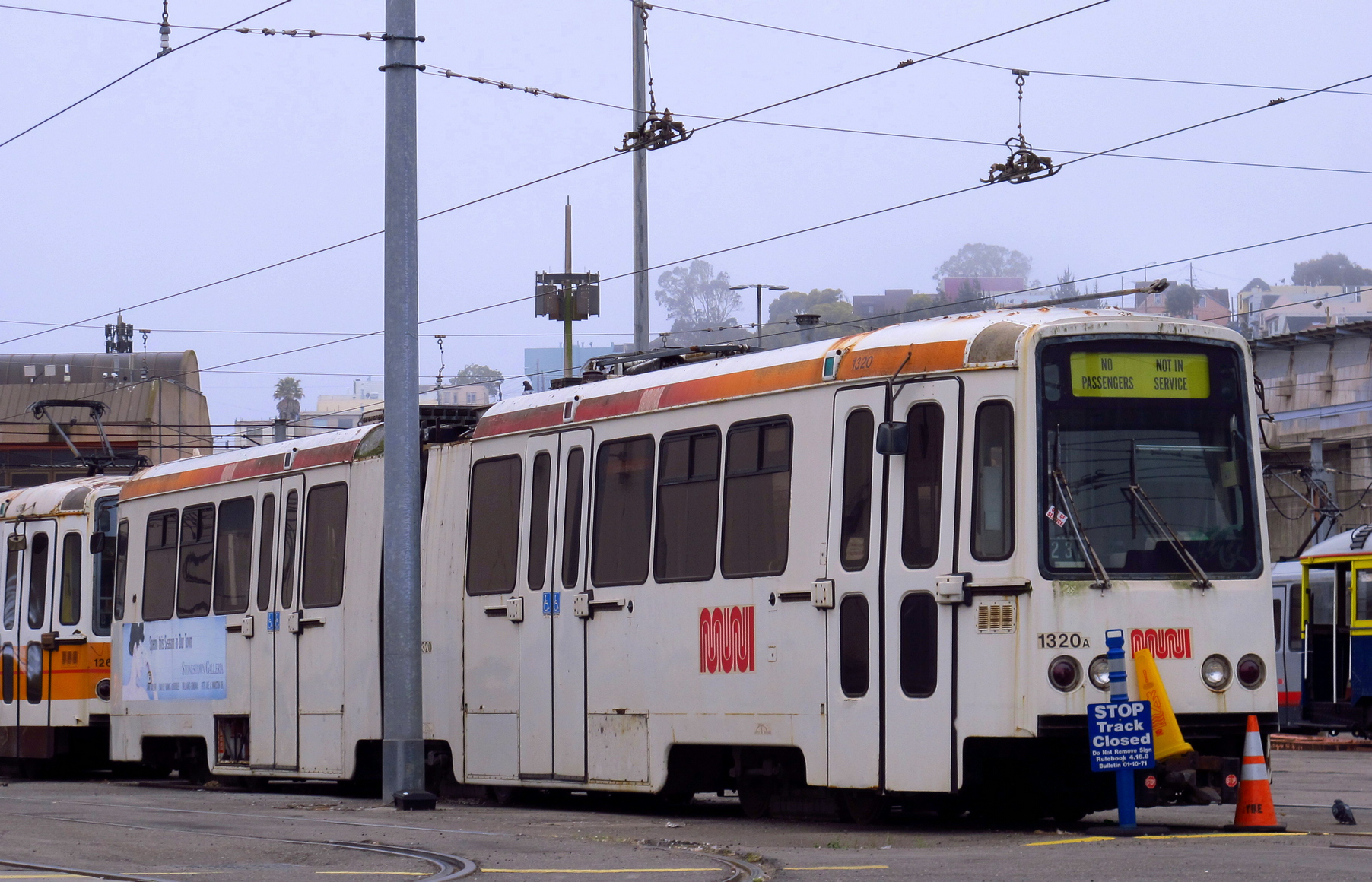
Трамвай 1320 в одном из вариантов новой схемы окраски MUNI
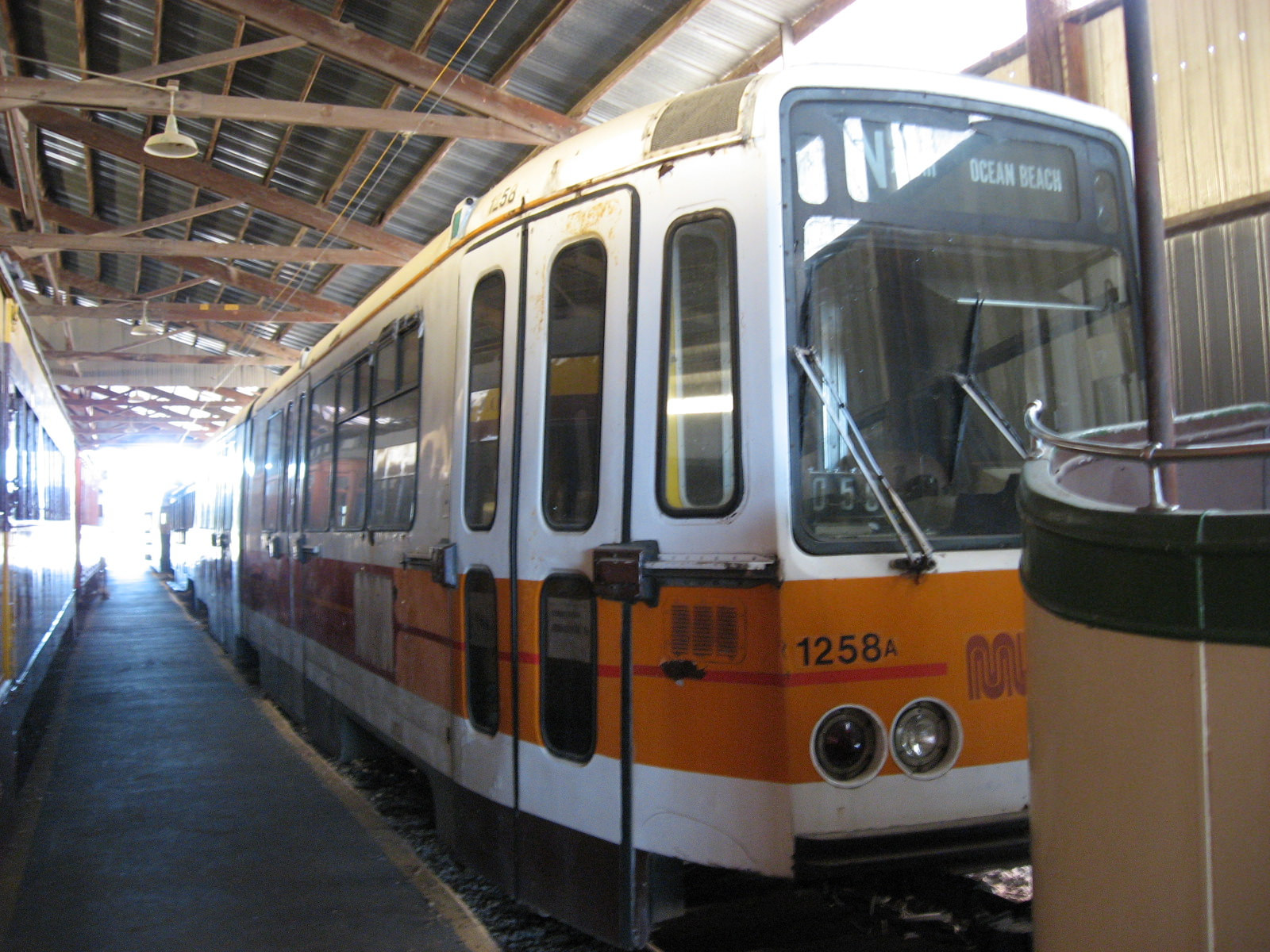
Трамвай 1258 в Западном Железнодорожном Музее
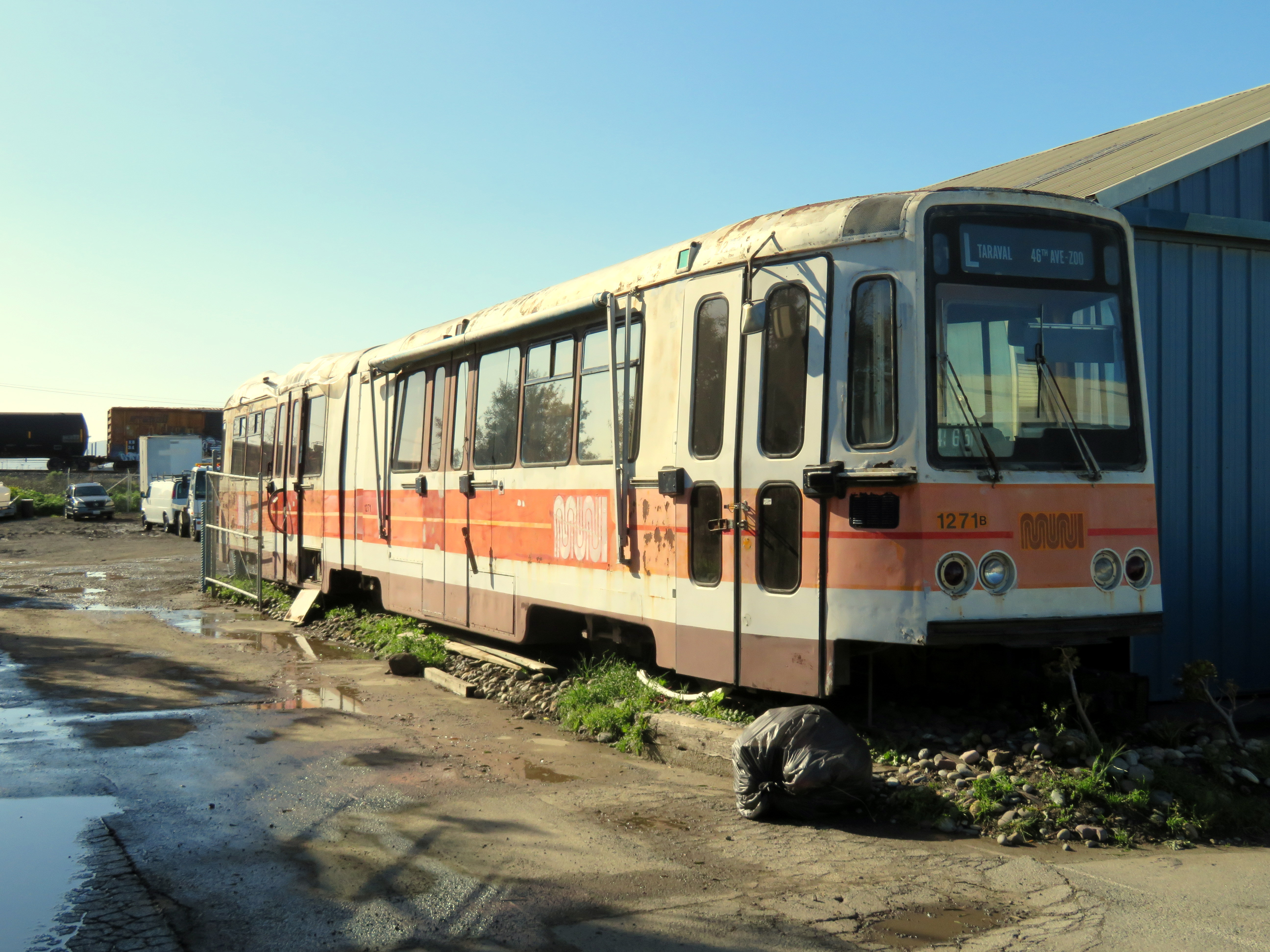
Трамвай 1271 в качестве бытовки на свалке